# Kamienica przy ulicy Ariańskiej 5 w Krakowie
Kamienica przy ulicy Ariańskiej 5 – zabytkowa kamienica znajdująca się w Krakowie, w dzielnicy II przy ulicy Ariańskiej, na Wesołej.
Kamienica została wzniesiona w latach 1911–1912 według projektu architekta Władysława Kleinbergera. W latach 1966–1968 odbył się remont budynku.
29 września 1988 kamienica została wpisana do rejestru zabytków. Znajduje się także w gminnej ewidencji zabytków.